# Église Saint-Pierre de Monchy-Lagache
Pour les articles homonymes, voir Église Saint-Pierre.
L'église Saint-Pierre est une église catholique située à Monchy-Lagache, dans l'est du département de la Somme, en France, à une quinzaine de kilomètres au sud-est de Péronne.

## Historique
La construction de l'église Saint-Pierre de Monchy-Lagache remonte à la fin de l'époque romane (vers 1170).
Aux XVe, XVIIe, XVIIIe et XIXe siècles, elle fut en partie rebâtie. Notamment le clocher au XVIIIe siècle.
Au cours de la Grande Guerre, les Allemands dynamitèrent l'entrée de l'édifice : tour romane et narthex.
La restauration du monument eut lieu dans l'entre-deux-guerres.
L'édifice est protégée au titre des monuments historiques : inscription par arrêté du 13 février 1998.

## Caractéristiques
C'est l'architecte Clément Cocquempot qui fut chargé de la restauration de l'église à partir de 1922. Le clocher a été reconstruit dans le style néo-roman.
Le clocher-porche octogonal à deux étages et toit en flèche a été restitué à l'identique. Le décor sculpté néo-roman est l'œuvre du sculpteur J. Parrain. La nef et le transept de style gothique flamboyant ainsi que le porche méridional, ont été également restaurés.
En 1927, le maître verrier Jacques Gruber réalisa les verrières,. Il s'inspira du répertoire iconographique en vogue à l'issue de la Grande Guerre : Jeanne d'Arc, Marguerite-Marie Alacoque, Bernadette Soubirou en utilisant toute la gamme des grisailles.

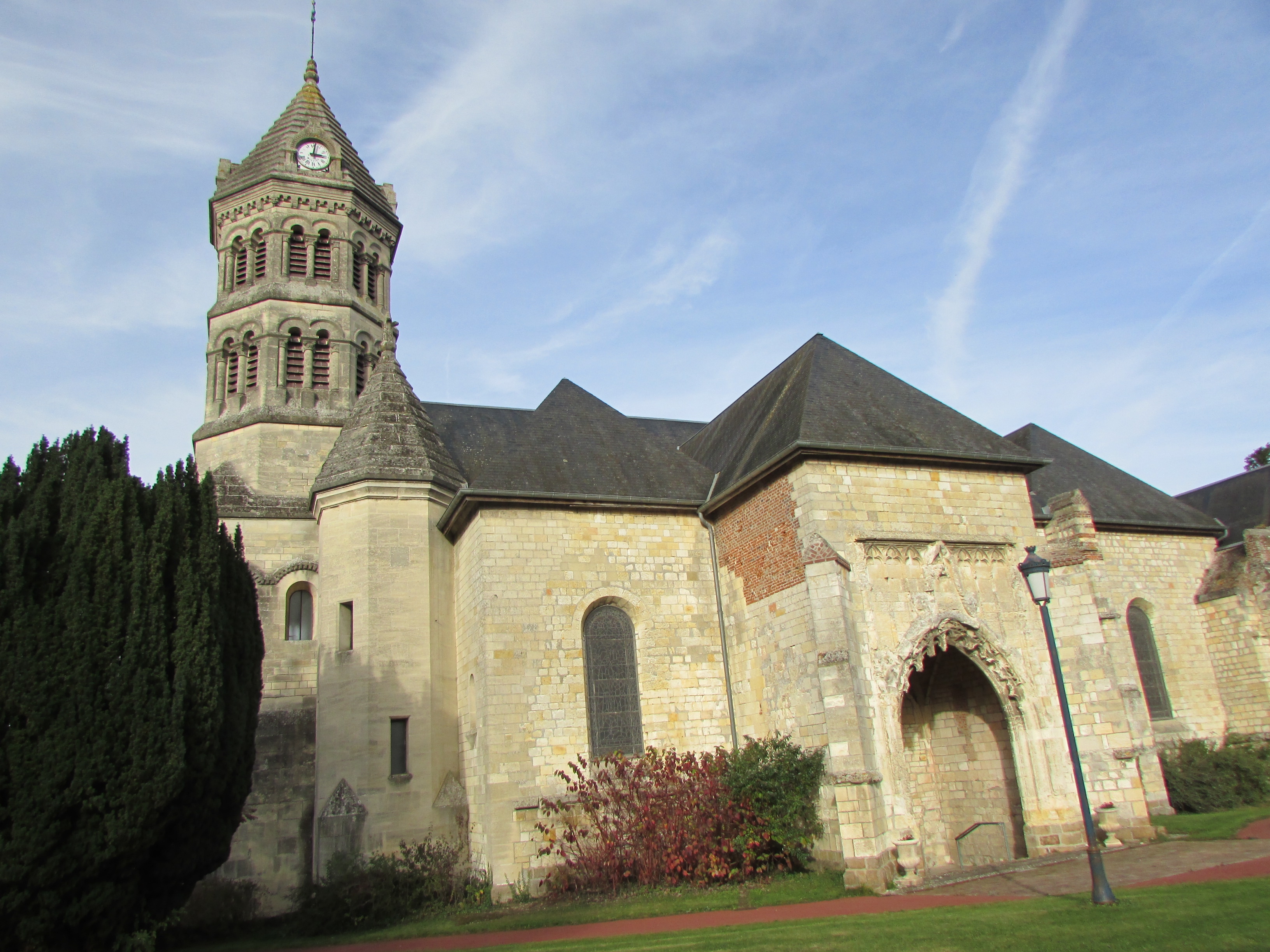
L'église côté ouest.
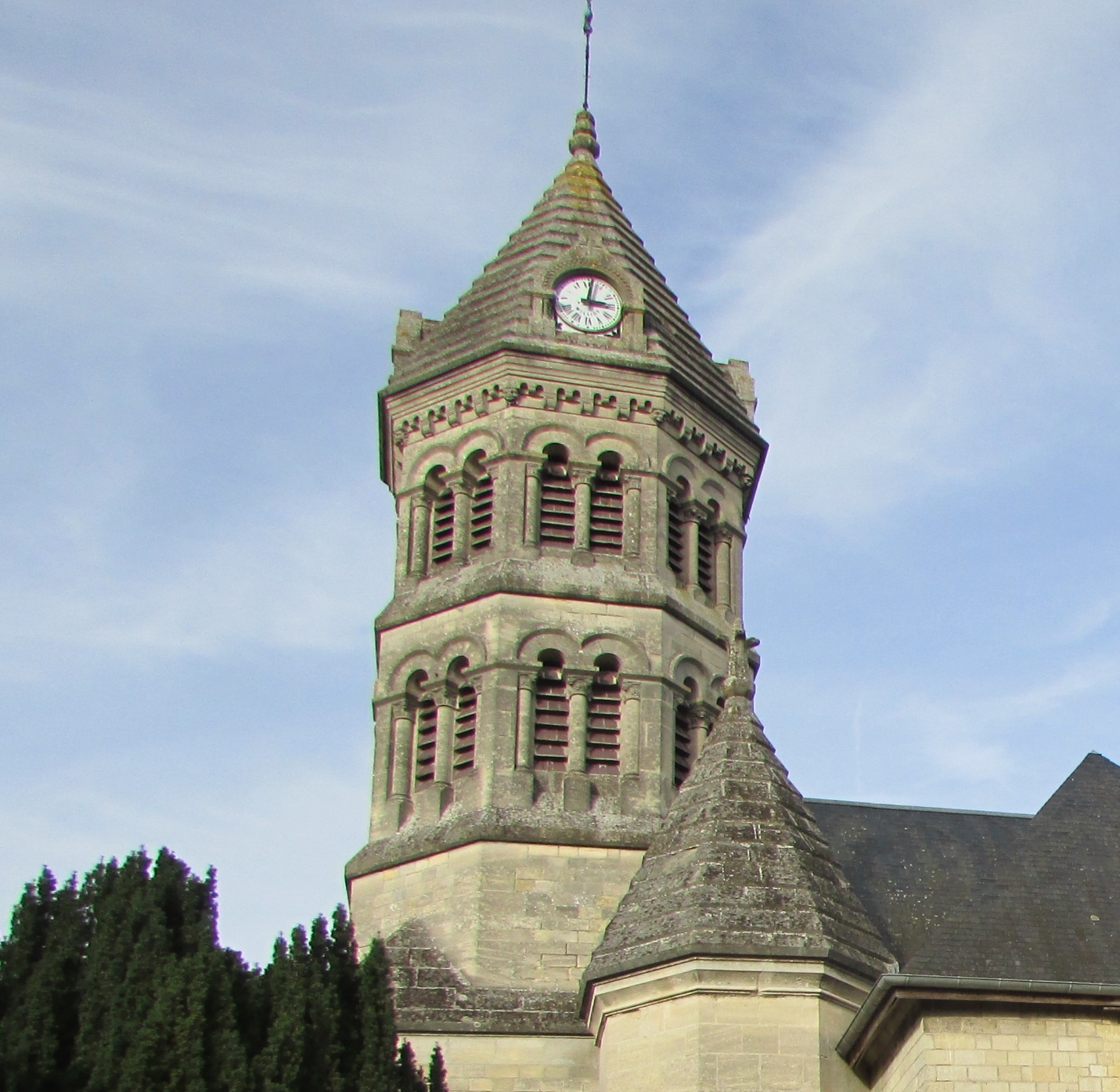
Détail du clocher octogonal.
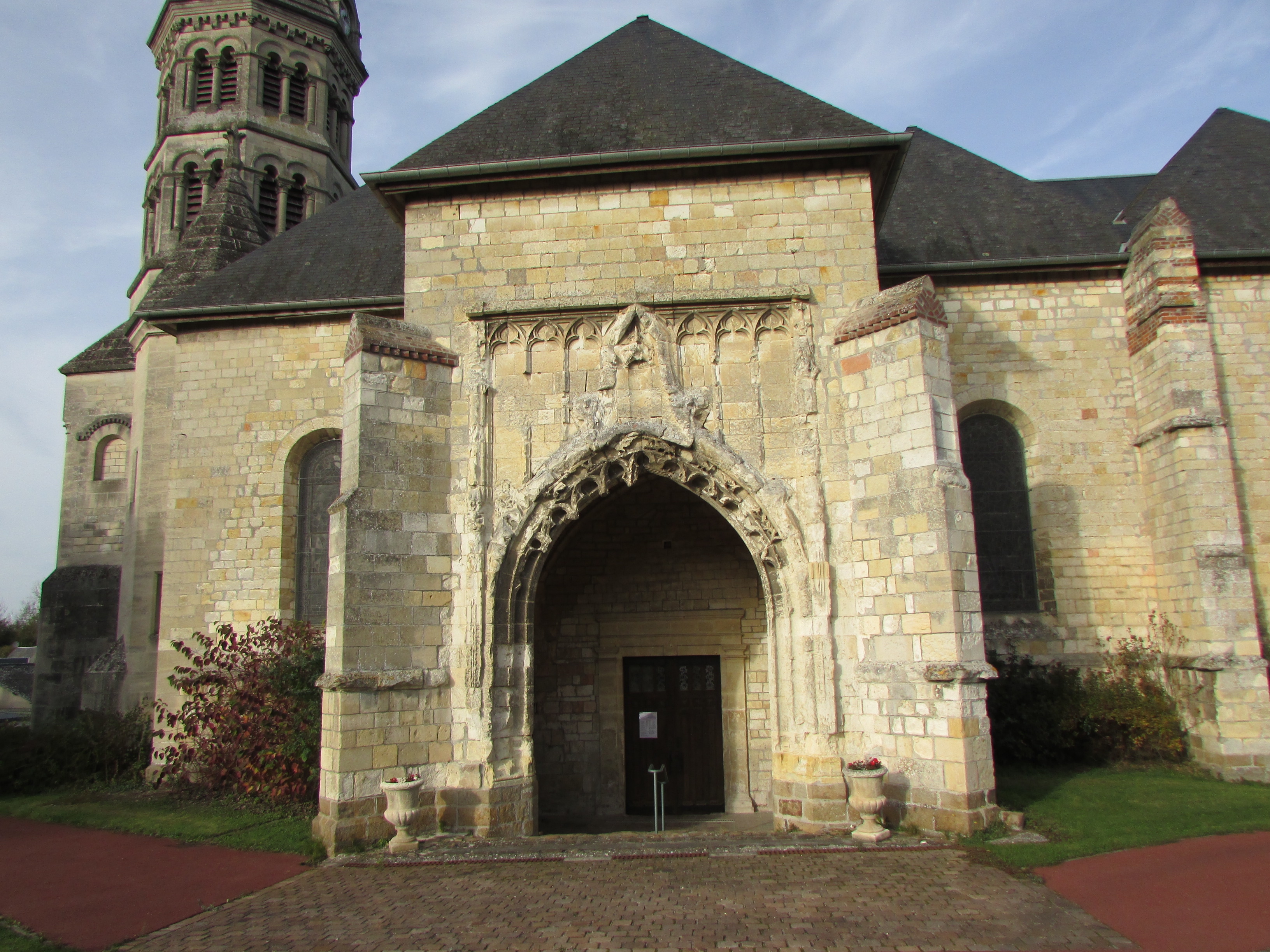
Le portail ouest de l'église.
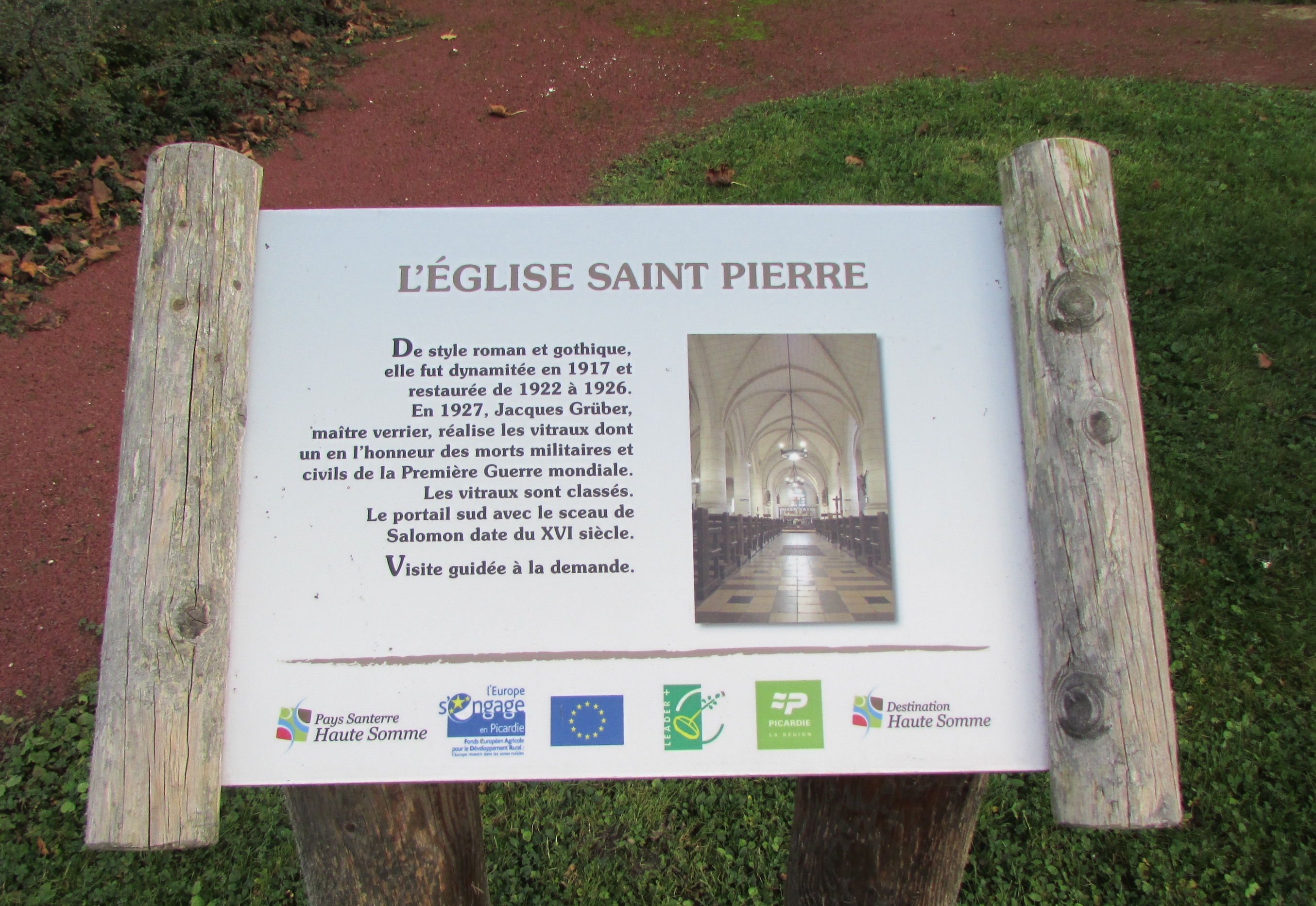
Panneau touristique de l'église.